# الميدان (رداع)

تعديل مصدري - تعديل

حارة الميدان هي إحدى حارات مدينة رداع أحد مدن محافظة البيضاء، بلغ تعداد سكانها 329 نسمة حسب تعداد اليمن لعام 2004.